# Louis III de Mailly-Nesle
Pour les articles homonymes, voir Louis III, Mailly et Nesle (homonymie).
Louis III de Mailly, marquis de Nesle et de Mailly, comte de Bohain, de Beaurevoir et de Bernon[Où ?], Prince titulaire d'Orange en 1706, né le 27 février 1689 et décédé à Dijon le 25 octobre 1764, est un gentilhomme français du XVIIIe siècle, issu d'une des plus anciennes familles de la Noblesse Française, la Maison de Mailly.

## Biographie
Il est le fils posthume de Louis II de Mailly, marquis de Nesle, colonel du régiment de Condé, maréchal des camps et armées du Roi, mort le 18 novembre 1688 d'une blessure reçue au siège de Philippsburg, et de Marie de Coligny-Saligny, fille de Jean de Coligny-Saligny.
Il hérite des biens de sa famille à la mort de ses grands-parents, Louis I de Mailly, marquis de Nesle, marquis de Montcavrel, prince d'Orange, prince de L'Isle sous Montréal, comte de Bohain, de Beaurevoir... († 26 mars 1708) et Jeanne de Monchy-Montcavrel († 13 avril 1712).
Il est aussi le frère de Charlotte de Mailly-Nesle (1688-1769), mariée à Paris en 1711 avec le prince Emmanuel Ignace de Nassau-Siegen.
Comme son père il sert dans les armées du Roi, comme capitaine lieutenant des gendarmes écossais, commandant la Gendarmerie.
Il se trouve à la bataille de Ramillies, où il est blessé, à celles d'Oudenarde, de Malplaquet, au combat de Denain, aux sièges de Marchiennes, Douai, Bouchain...
En 1717, le Régent le charge d'accueillir à Calais le Tsar Pierre 1er de Russie, en visite en France, et de le conduire jusqu'à Versailles . Sur le chemin, Louis III de Mailly a l'honneur de recevoir le Tsar pendant la nuit du 5 au 6 mai 1717, dans son château de Montcavrel ., près de Montreuil sur Mer.
En 1724, il est fait chevalier de l'Ordre du Saint Esprit.
A Paris, il réside dans son hôtel de Mailly-Nesle.
Avec son épouse, décédée à Paris le 12 octobre 1729, il fut inhumé dans la collégiale Notre-Dame de Nesle. 
Comme il ne laisse pas de descendance masculine, le marquisat de Nesle et le titre de prince d'Orange passent après lui à son cousin Louis de Mailly Rubempré, en vertu des lettres de substitution perpétuelle accordées en décembre 1701 par Louis XIV à leur grand-père Louis I de Mailly, 

### Mariage et descendance
Il épouse à Paris le 2 avril 1709 Armande Félice de La Porte-Mazarin (1691-1729), fille de Paul-Jules de La Porte-Mazarin, duc de La Meilleraye et de Mazarin, et de Charlotte Félicie Armande de Durfort-Duras. Son portrait a été peint par Pierre Gobert et son atelier. Elle était la petite-fille d'Hortense Mancini et l'arrière-petite-nièce du Cardinal Jules Mazarin. Il en a cinq filles , :
- Louise Julie de Mailly-Nesle (Paris, paroisse Saint-Sulpice, 16 mars 1710 - Paris 30 mars 1751), comtesse de Mailly. Elle épouse en 1726 Louis-Alexandre, comte de Mailly, cousin germain de son père. Elle devient maîtresse de Louis XV en 1733, favorite en 1736, puis supplantée en 1739 par sa sœur Pauline. Elle rentre en grâce en 1741, mais est renvoyée de la cour en 1742 à la demande de sa sœur Marie-Anne. Sans postérité ;
- Pauline Félicité de Mailly-Nesle (1712 - Versailles, 9 septembre 1741), comtesse de Vintimille. Maîtresse de Louis XV, dont elle a un fils, Charles de Vintimille, dit à la cour le « Demi-Louis », dont postérité. Elle épouse en 1739 Jean-Baptiste, comte de Vintimille (1720-1777) ;
- Diane-Adélaïde de Mailly (Paris, paroisse Saint-Sulpice, 13 janvier 1714 - ibid. 30 novembre 1769), duchesse de Lauraguais. Elle épouse en 1734 Louis II de Brancas duc de Villars et de Lauraguais, sans postérité ;
- Hortense-Félicité de Mailly-Nesle (Paris, paroisse Saint-Sulpice, 11 février 1715 - 1799), marquise de Flavacourt. Elle est la seule des sœurs Mailly à ne pas partager la couche de Louis XV. Elle épouse en 1739 François-Marie de Fouilleuse, marquis de Flavacourt, dont postérité ;
- Marie-Anne de Mailly-Nesle (Paris, paroisse Saint-Sulpice, 5 octobre 1717 -  ibid. 8 décembre 1744), marquise de La Tournelle puis duchesse de Châteauroux, sans enfant.